# Могилевська Серафима Леонідівна
Серафима Леонідівна Могилевська (15 листопада 1915, Одеса — 4 травня 2016, Кельн) — піаністка та музична педагогиня, професорка Одеської консерваторії.

## Освіта
Одеська консерваторія (нині — Одеська національна музична академія імені А. В. Нежданової) (1934—1937) 

Московська державна консерваторія (1937—1941) 

## Місця роботи
Туркменське Державне музичне училище ім. Д.Овезова (з 1941 по 1945) 

Туркменська державна філармонія (з 1941 по 1945) 

Одеська консерваторія (з 1945 по 1982) 

Школа ім. П. С. Столярського (з 1950 по 1960)

## Біографія
Серафима Могилевська народилася 15 листопада 1915 року в родині відомого одеського трубача і диригента — професора Леоніда Яковича Могилевського (1886—1950), одного із засновників та перших педагогів Одеської консерваторії, завідувача кафедри духових та ударних інструментів в Одеській консерваторії в післявоєнні роки.

Навчатися гри на фортепіано почала у п'ятирічному віці. З дитинства любила музику, проводила багато часу в Оперному театрі, слухаючи виступи відомих артистів.

В юності отримала технічну освіту і деякий час працювала інженером. Після отриманої на заводі травми назавжди повернулася до занять музикою і вступила на підготовче відділення Одеської консерваторії. Згодом була прийнята в клас Марії Старковой.

Ще під час перебування студентом Серафима Могилевська познайомилася зі Святославом Ріхтером, що призвело до багаторічної дружби між музикантами. Тоді ж відбулося її знайомство з ще одним музикантом — Гедеоном Ізраїлевич Лейзеровичем (1910—1977) — її майбутнім чоловіком.

У 1937 році після розстрілу брата Іонатана, Серафима Могилевська їде до Москви, де вступає до Московської консерваторії в клас професора Генріха Нейгауза. Слідом за нею в Москву переїжджає і Гедеон Лейзерович. Незабаром після цього Гедеон Лейзерович і Серафима Могилевська одружилися.

На початку червня 1941 року Могилевська закінчила навчання в Московській консерваторії з рекомендацією до аспірантури. Але почалася війна і вона разом з чоловіком була евакуйована з Одеси в Ашхабад, де вони успішно вели викладацьку діяльність в музичному училищі, займалися просвітницькою діяльністю і активно виступали з концертами.

Після звільнення Одеси музичне подружжя повернулося до рідного міста. Їх обох запросили на посади викладачів до Одеської консерваторії. Пізніше Серафима Могилевська стала також викладати і в музичній школі ім. Петра Столярського.

У 1945 році в родині С.Могилевской і Г.Лейзеровича народився син Євген Могилевський. З раннього віку Серафима Могилевська навчала сина за своєю власною методикою. Після закінчення їм школи ім П.Столярського Могилевська довірила подальшу освіту сина своєму вчителеві Генріху Нейгаузу, який продовжив і завершив його навчання.

Більшу частину життя Серафима Могилевська прожила в Одесі, де вела активну педагогічну та просвітницьку роботу. На початку 80-х років XX століття вона поїхала в Москву, а незабаром після цього — в Німеччину. Останні роки життя Серафима Могилевська мешкала і вела викладацьку діяльність в місті Кельн.

## Педагогічна діяльність
«Треба нескінченно любити музику — тільки в цьому таємниця успіху!» Серафима Могилевська 
Серафима Могилевська розробила власний метод навчання грі на фортепіано. Першим учнем за цим методом став її власний син Євген Могилевський — переможець Міжнародного конкурсу піаністів імені королеви Єлизавети в Брюсселі (1964), професор Брюссельської консерваторії (з 1992 р). 

Також серед її учнів:
- Лауреат премії ім. Прокоф'єва, Заслужений артист України, член Міжнародної академії наук, освіти і мистецтв в Каліфорнії, професор Михайло Легоцький
- Кандидат педагогічних наук, професор кафедри спеціального фортепіано ОНМА ім. Нежданової В'ячеслав Дашковський
- Засновник Міжнародного музичного фестивалю Odessa Classics[ru] та Всеукраїнського конкурсу молодих піаністів імені Серафими Могилевської[1], Народний артист України Олексій Ботвінов
- Заслужений артист України Фелікс Любарський
- Перші Лауреати Українського конкурсу камерних ансамблів, члени Міжнародної Асоціації фортепіанних дуетів Віктор Фрейдман і Надія (Нана) Журавська
- Багато інших музикантів.

Всі учні Серафими Леонідівни з теплотою відгукувалися про своє навчання у неї, називали її «нашої музичної мамою» і Вчителем з великої літери.

## Публикації
Могилевская С. Л. «Мысли о музыке и о себе» (російською мовою) ISBN 978-5-903070-32-9, «Издательство Вернера Регена» 2010
 "У цій книзі читач прочитає замітки моєї матері про фортепіанну гру. Моя мати Серафима Леонідівна Могилевська — воістину незвичайна жінка. У свої 93 роки вона постійно знаходить талановитих дітей і молодь, з якими вона займається безкоштовно. Навіть зараз у неї фактично існує по-справжньому серйозна школа гри на фортепіано. Тут моя мама навчає дітей не тільки так, як її навчали кращі професори, а й відповідно до її власного підходу. Вона виробила свою власну систему педагогіки, яку багато років практикує. Я справді схиляюся перед моєю мамою і думаю, що, напевно, ніколи ще не було такого унікального педагога, як вона ". Професор Брюссельської консерваторії Євген Могилевський 